# Мастроянни, Марчелло
Марче́лло Винче́нцо Доме́нико Мастроя́нни (итал. Marcello Vincenzo Domenico Mastroianni; 28 сентября 1924, Фонтана-Лири, Лацио, Королевство Италия — 19 декабря 1996, Париж, Франция) — итальянский киноактёр, лауреат наиболее значимых итальянских, европейских и мировых кинопремий. Работал с крупнейшими итальянскими кинорежиссёрами на протяжении второй половины XX века. Его сосредоточенная, сдержанная и несколько эксцентричная манера актёрской игры послужила идеальным фоном для художественных поисков многих классиков итальянского кино. Один из наиболее плодотворных творческих союзов у Мастроянни сложился с Федерико Феллини («Сладкая жизнь» (1960), «Восемь с половиной» (1963), «Рим» (1972), «Джинджер и Фред» (1986)).

## Биография

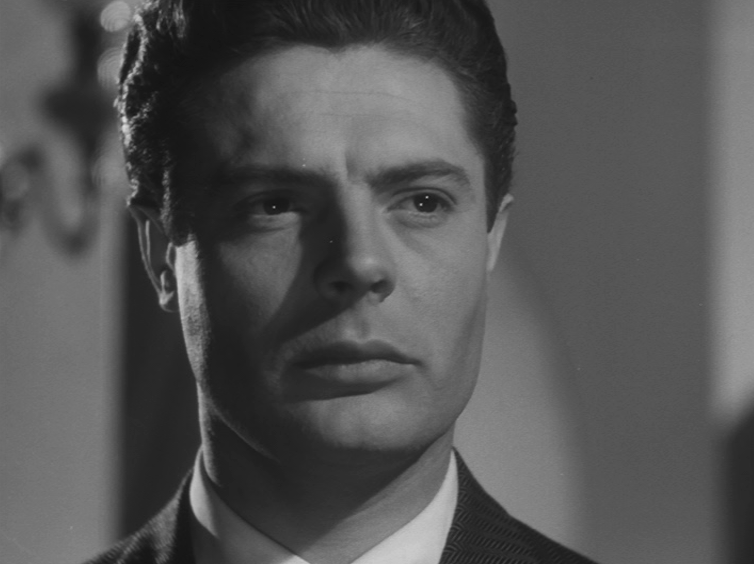
1950 год

Марчелло Мастроянни родился в горной деревне Фонтана-Лири в Апеннинах, в семье Отторино Мастроянни и Иды Иролле.
Имеется информация, активно распространяемая в белорусских и израильских блогах о том, что мать Мастроянни родилась в Минске (тогда в Российской империи) в еврейской семье. По документам, Ида Иролле, родилась в 1898 году в Арпино — городе, расположенном в области Лацио, в провинции Фрозиноне. Городские гиды в Арпино рассказывают, что отцом Иды был офицер кавалерии, известный своим музыкальным дарованием.
Младший брат Марчелло, Руджеро, родился в Турине в 1929 году и стал впоследствии известным киномонтажёром и киноактёром.
Детство и юность Мастроянни прошли в Турине и Риме. Спектакли тех лет были выдержаны в сугубо неореалистической тональности, равно как и первые фильмы с участием молодого актёра.

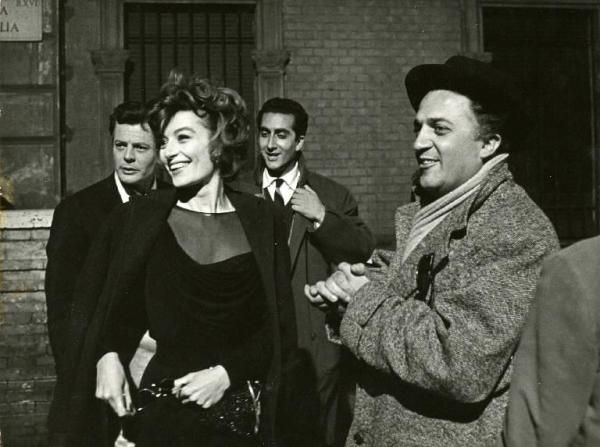
Мастроянни (слева), Анук Эме (вторая слева) и Федерико Феллини (справа) на съёмках фильма «Сладкая жизнь»

Сыграв у Лукино Висконти в «Белых ночах» (1957) и у Марио Моничелли в криминальной комедии «Злоумышленники, как всегда, остались неизвестны» (1958), Мастроянни был замечен Федерико Феллини, который пригласил его на главную роль в своей грандиозной кинофреске «Сладкая жизнь» (1960). Партнёрами Мастроянни на съёмочной площадке стали шведка Анита Экберг и француженка Анук Эме. Этот фильм мгновенно сделал его известным и востребованным во всей Европе в непривычной для него актёрской ипостаси интеллектуала и космополита.

### Всемирное признание

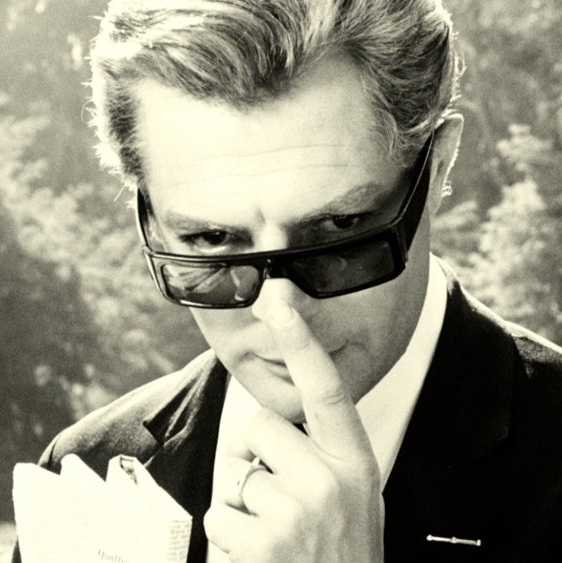
Мастроянни в фильме «Восемь с половиной»

В 1961 году последовали не менее восторженные отклики кинокритиков о работе Мастроянни в фильме другого классика итальянского кино — Микеланджело Антониони — «Ночь», где его отрешённая манера исполнения точно соответствовала режиссёрской задаче передачи отчуждения, царящего в современном западноевропейском обществе.
Следующие две картины с его участием — «Развод по-итальянски» со Стефанией Сандрелли (режиссёр Пьетро Джерми) и «Частная жизнь» с Брижит Бардо (режиссёр Луи Маль) — были ориентированы на более широкую аудиторию.
В феврале 1963 года состоялась премьера очередного фильма Феллини с Мастроянни в главной роли, это был один из знаковых фильмов в истории мирового кино — «Восемь с половиной». Роль Гвидо Ансельми в этом фильме своеобразно перекликается с ролью Мастроянни в фильме «Сладкая жизнь».
В те же годы продюсер Карло Понти привлёк его к ряду проектов с участием своей супруги Софии Лорен. Под руководством режиссёра Витторио Де Сики Мастроянни и Лорен сыграли супругов в фильме «Вчера, сегодня, завтра». Так родился один из самых знаменитых дуэтов мирового кино. В 1964 и 1965 годах Мастроянни получил две подряд британские премии BAFTA лучшему иностранному актёру (за фильмы «Развод по-итальянски» и «Вчера, сегодня, завтра»).
В конце 1965 года вышел фантастический боевик «Десятая жертва» режиссёра Элио Петри, снятый по рассказу Роберта Шекли, где Мастроянни исполнил главную мужскую роль, а в главной женской снялась секс-символ 1960-х годов Урсула Андресс.

### Поздние работы

Мастроянни в роли великого князя Николая Годуно в комедии 1968 года «Бриллианты на завтрак»

Перешагнув 40-летний рубеж, Мастроянни вновь работает с Висконти («Посторонний», 1967), Феллини («Рим», 1972) и Романом Полански («Что?», 1973). Очередной проект с Витторио Де Сикой и Софией Лорен — «Подсолнухи» (1970) — был осуществлён не без советского участия.
В мае 1970 года на 23-м Каннском кинофестивале Мастроянни получил приз за лучшую мужскую роль за работу в комедии Этторе Сколы «Драма ревности: Все детали в хронике» (также известной как «Треугольник пиццы»), где он сыграл вместе с Моникой Витти и Джанкарло Джаннини.
Во второй половине 1970-х и в 1980-х годах актёр снимался ещё больше, чем раньше. Каждый год выходило по несколько фильмов с его участием, и хотя они не имели большой популярности у зрителя, критики по-прежнему благоволили к нему.
В 1986 году Мастроянни вновь снялся у Феллини вместе с Джульеттой Мазиной в фильме «Джинджер и Фред», за эту работу Мастроянни получил свою третью премию «Давид ди Донателло» за лучшую мужскую роль.
В 1987 году он второй раз в карьере получил приз Каннского кинофестиваля и был в третий раз выдвинут на «Оскар», на этот раз за роль в фильме советского режиссёра Никиты Михалкова «Очи чёрные». Мастроянни стал первым европейским актёром, который дважды получал приз за лучшую мужскую роль в Каннах (ранее это удавалось только американцам Дину Стоквеллу и Джеку Леммону). За эту работу Мастроянни также в 4-й раз был удостоен премии «Давид ди Донателло» за лучшую мужскую роль.
В сентябре 1989 года разделил с Массимо Троизи приз Венецианского фестиваля за лучшую мужскую роль в фильме Этторе Сколы «Который час?».
В 1993 году был удостоен французской премии «Сезар» за выдающиеся заслуги в кинематографе.

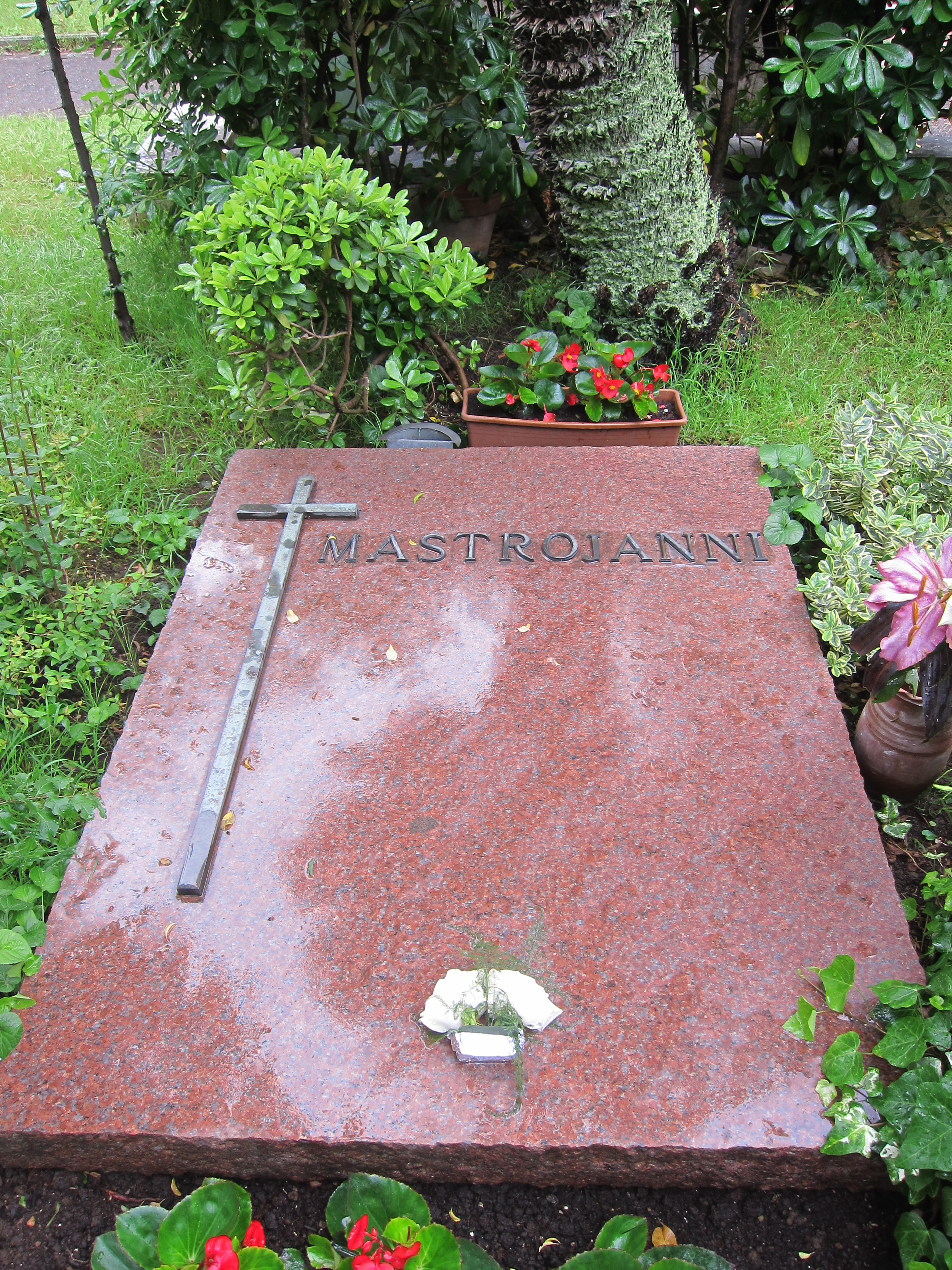
Могила Мастроянни на римском кладбище Кампо Верано

В одном из последних своих фильмов — «Прет-а-порте» Роберта Олтмена (1994) — Мастроянни сыграл итальянца, вернувшегося из России, который влюблён в героиню Софии Лорен.
В июне 1995 года Мастроянни пятый и последний раз в карьере был удостоен премии «Давид ди Донателло» за лучшую мужскую роль за работу в драме Роберто Фаэнцы «Согласно Перейре» (итал. Sostiene Pereira), в которой актёр исполнил роль португальского журналиста во времена диктатуры Салазара.
Мастроянни умер 19 декабря 1996 года от рака поджелудочной железы спустя 3,5 месяца после смерти своего брата Руджеро. В дни перед похоронами фонтан Треви в Риме, ассоциирующийся с его ролью в «Сладкой жизни» Федерико Феллини, был символически отключён и задрапирован чёрным в знак уважения к ушедшему актёру.

### Личная жизнь
Марчелло Мастроянни с 1946 года состоял в браке с Флорой Карабеллой. В 1968 году Марчелло Мастроянни, на тот момент официально женатый на актрисе Флоре Карабелле, встретил Фэй Данауэй. Данауэй и Мастроянни встречались около трёх лет, но в конце концов решили расстаться: актёр не решился покинуть жену и детей. Свою следующую любовь он нашёл во Франции: там он встретил актрису Катрин Денёв, у которой в 1972 году от него родилась дочь Кьяра — впоследствии известная актриса.

## Избранная фильмография
- 1949 — Августовское воскресенье / Domenica d’agosto — Эрколе Нарди
- 1949 — Сердца над морем / Cuori sul mare — Массимо Фальчетти
- 1950 — Париж всегда Париж
- 1952 — Герои воскресного дня / Gli eroi della domenica
- 1952 — Девушки с площади Испании
- 1953 — Лихорадка жизни
- 1953 — Наши времена
- 1954 — Принцесса Канарская / La principessa delle Canarie — дон Диего
- 1954 — Повесть о бедных влюблённых / Cronache di poveri amanti	 — Ugo
- 1954 — Дни любви / Giorni D’Amore — Паскуале
- 1954 — Жаль, что ты такая каналья
- 1955 — Прекрасная мельничиха / La bella mugnaia — Лука, мельник
- 1957 — Белые ночи / Le Notti Bianche — Марио
- 1957 — Отцы и дети
- 1958 — Злоумышленники, как всегда, остались неизвестны / I Soliti Ignoti — Тиберио Браски
- 1960 — Сладкая жизнь / La Dolce Vita — Марчелло Рубини
- 1960 — Красавчик Антонио / Il bell’Antonio
- 1961 — Развод по-итальянски / Divorzio All’Italiana — Фердинандо Чефалу
- 1961 — Ночь / La notte — Джованни Понтано
- 1962 — Семейная хроника / Cronaca familiare — Энрико
- 1963 — Восемь с половиной / 8½ — Гвидо Ансельми
- 1963 — Товарищи
- 1963 — Вчера, сегодня, завтра / Ieri, oggi, domani — Кармине Сбарати / Ренцо / Аугусто Рускони
- 1964 — Брак по-итальянски / Matrimonio All’Italiana — Доменико Сориано
- 1964 — Казанова-70 (приз лучшему актёру МКФ в Сан-Себастьяне)
- 1965 — Десятая жертва / La Decima Vittima — Марчелло Полетти
- 1965 — Сегодня, завтра, послезавтра / Oggi, domani, dopodomani — Марио, Мишель
- 1966 — Маки — это тоже цветы / Opération opium (The Poppies Are Also Flowers)
- 1967 — Посторонний / Lo straniero — Артур Мерсо
- 1968 — Человек с пятью шарами / L’uomo dei cinque palloni 1968 — Любовники / Amanti — Валерион
- 1968 — Бриллианты на завтрак / Diamonds for Breakfast — великий князь Николай Владимирович Годунов / Иван Грозный.
- 1970 — Подсолнухи / Girasoli — Антонио
- 1970 — Драма ревности: Все детали в хронике / Dramma della gelosia (tutti i particolari in cronaca) — Оресте
- 1970 — Жена священника / La Moglie del prete — дон Марио Карлези
- 1971 — Это случается только с другими / Ça n’arrive qu’aux autres — Марчелло
- 1971 — Разрешите представиться? Рокко Папалео / «Permette? Rocco Papaleo»
- 1972 — Убийство в Риме / Massacre In Rome
- 1972 — Лиза / La cagna — Джорджио
- 1972 — Рим — камео
- 1973 — Большая жратва / La Grande Abbuffata — Марчелло
- 1973 — Кусай и беги / Mordi e fuggi
- 1973 — Что? / Che? — Алекс
- 1973 — Привет, артист![фр.] / Salut l’artiste — Николя Монтеи
- 1974 — Вперёд, сыны отечества! / Allonsanfàn — Фульвио Имбриани
- 1974 — Не трогай белую женщину / Touche pas a la femme blanche — генерал Джордж Армстронг Кастер
- 1975 — Браво, куколка! / La Pupa Del Gangster — Чарли Колетто
- 1975 — Женщина на воскресенье
- 1975 — Божественное создание / Divina creatura — Микеле Барра
- 1976 — Дамы и господа, спокойной ночи! / Signore e signori, buonanotte
- 1976 — Благородный венецианец по прозвищу «Полосатая задница» / Culastrisce nobile veneziano — маркиз Лука Мария
- 1976 — Тодо модо / Todo modo — дон Гаэтано
- 1977 — Необычный день / Una giornata particolare — Габриэль
- 1977 — Прощай, самец / Ciao Maschio — Луиджи Ночелло
- 1977 — Двойное убийство / Doppio delitto
- 1978 — Неаполитанский детектив / Giallo napoletano — Раффаэле Капече
- 1978 — Такая, как ты есть / Così come sei — Джулио Маренго
- 1979 — Кровавая вражда / Fatto di sangue fra due uomini per causa di una vedova, si sospettano moventi politici
- 1980 — Терраса / La Terrazza — Луиджи
- 1980 — Город женщин / La cittá delle donne — Снапораз
- 1981 — Кожа / La Pelle — Курцио Малапарте
- 1981 — Призрак любви / Fantasma d’amore — Нино Монти
- 1982 — За дверью / Oltre la porta — Энрико Сомми
- 1982 — Новый мир / Il Mondo Nuovo / La Nuit De Varennes — Джакомо Казанова
- 1983 — История Пьеры / Storia Di Piera — Лоренцо, отец Пьеры
- 1984 — Генрих IV / Enrico IV — Генрих IV
- 1986 — Джинджер и Фред / Ginger E Fred — Пиппо Боттичелла («Фред»)
- 1986 — Пчеловод / Ο Μελισσοκόμος — Спирос, вышедший на пенсию учитель
- 1987 — Интервью / Intervista — в роли самого себя
- 1987 — Очи чёрные — Романо Патрое, архитектор
- 1989 — Который час? / Che ora è? — Марчелло, отец
- 1990 — У всех всё в порядке / Stanno Tutti Bene — Маттео Скуро
- 1991 — Прерванный шаг аиста / Το μετέωρο βήμα του πελαργού
- 1991 — Похититель детей / Le Voleur d’enfants — полковник Бига
- 1992 — Красивая любовь / A Fine Romance / Cin cin — Чезарио Гарибальди
- 1992 — Второе дыхание / Used People
- 1993 — Я не хочу об этом говорить / De Eso No Se Habla — Людовико Д’Андреа
- 1993 — Раз, два, три... замри! / Un, deux, trois, soleil — Константин Ласпада, отец
- 1994 — Высокая мода (Прет-а-порте) / Prêt-à-Porter — Сергей / Серджо
- 1995 — За облаками / Al di là delle nuvole — художник
- 1995 — Сто и одна ночь Симона Синема / Les Cent et une nuits de Simon Cinema — итальянский друг
- 1996 — Путешествие к началу мира
- 1996 — Согласно Перейре[итал.] / Sostiene Pereira — Перейра
- 1996 — Три жизни и одна смерть[фр.] / Trois vies et une seule mort

## Награды
- Кавалер Большого креста ордена «За заслуги перед Итальянской Республикой» (16 марта 1994 года)[11]
- Великий офицер ордена «За заслуги перед Итальянской Республикой» (27 апреля 1987 года)[12]
- Командор ордена «За заслуги перед Итальянской Республикой» (27 декабря 1967 года)[13]
- Серебряная пальмовая ветвь за лучшую мужскую роль в фильме Никиты Михалкова «Очи чёрные» (1987) на Каннском кинофестивале.